# Vatteville-la-Rue
Vatteville-la-Rue est une commune française, située dans le département de la Seine-Maritime en région Normandie.

## Géographie

### Localisation

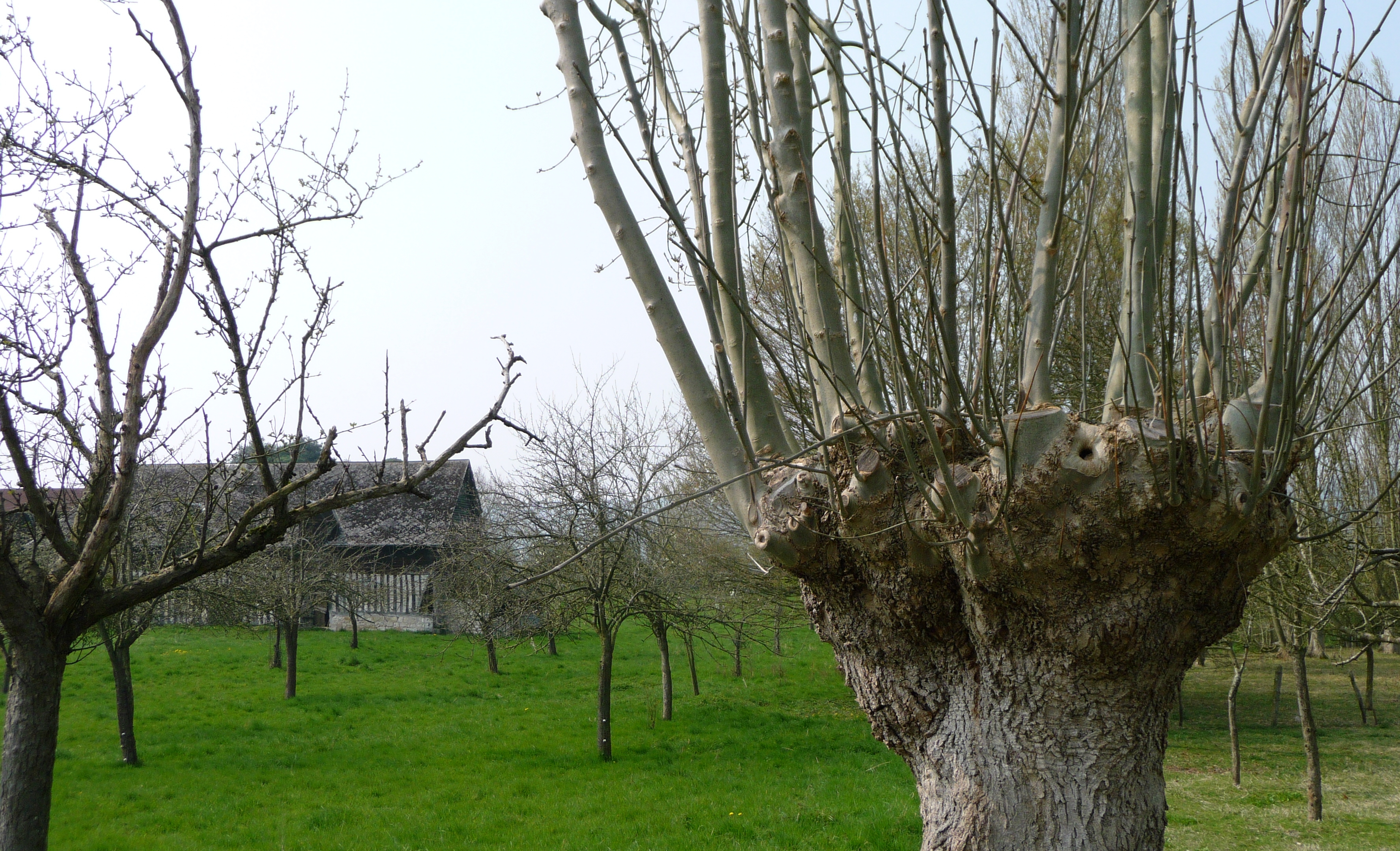
Verger normand et arbre tétard.

Vatteville-la-Rue est une commune de la vallée de la Seine, dans le Sud de la Seine-Maritime.
Elle fait partie du parc naturel régional des Boucles de la Seine normande.

### Communes limitrophes
Les communes limitrophes sont  Aizier, Arelaune-en-Seine, Bourneville-Sainte-Croix, La Haye-Aubrée, La Haye-de-Routot, Norville, Rives-en-Seine, Saint-Maurice-d'Ételan et Étréville.
|                                                                              | Rives-en-Seine                          |                          |
| Saint-Maurice-d'Ételan Norville                                              | Vatteville-la-Rue                       | Arelaune-en-Seine        |
| Aizier (Eure) Sainte-Croix-sur-Aizier (Eure) Bourneville-Sainte-Croix (Eure) | Étréville (Eure), La Haye-Aubrée (Eure) | La Haye-de-Routot (Eure) |

### Hydrographie
La commune est située dans le bassin Seine-Normandie. Elle est drainée par la Seine,.
La Seine, qui prend sa source à Source-Seine, en Côte-d'Or, sur le plateau de Langres, traverse le département avec de larges méandres sur son flanc sud et se jette dans la Manche entre Le Havre et Honfleur. 
Six plans d'eau complètent le réseau hydrographique : la carrière du Roule (0,81 ha), la mare à la Chèvre (0,02 ha), la mare au Sourd (0,01 ha), la mare Bouttieux (0,13 ha), la mare de Bourneville (0,03 ha) et la mare Tonne (0,37 ha),.

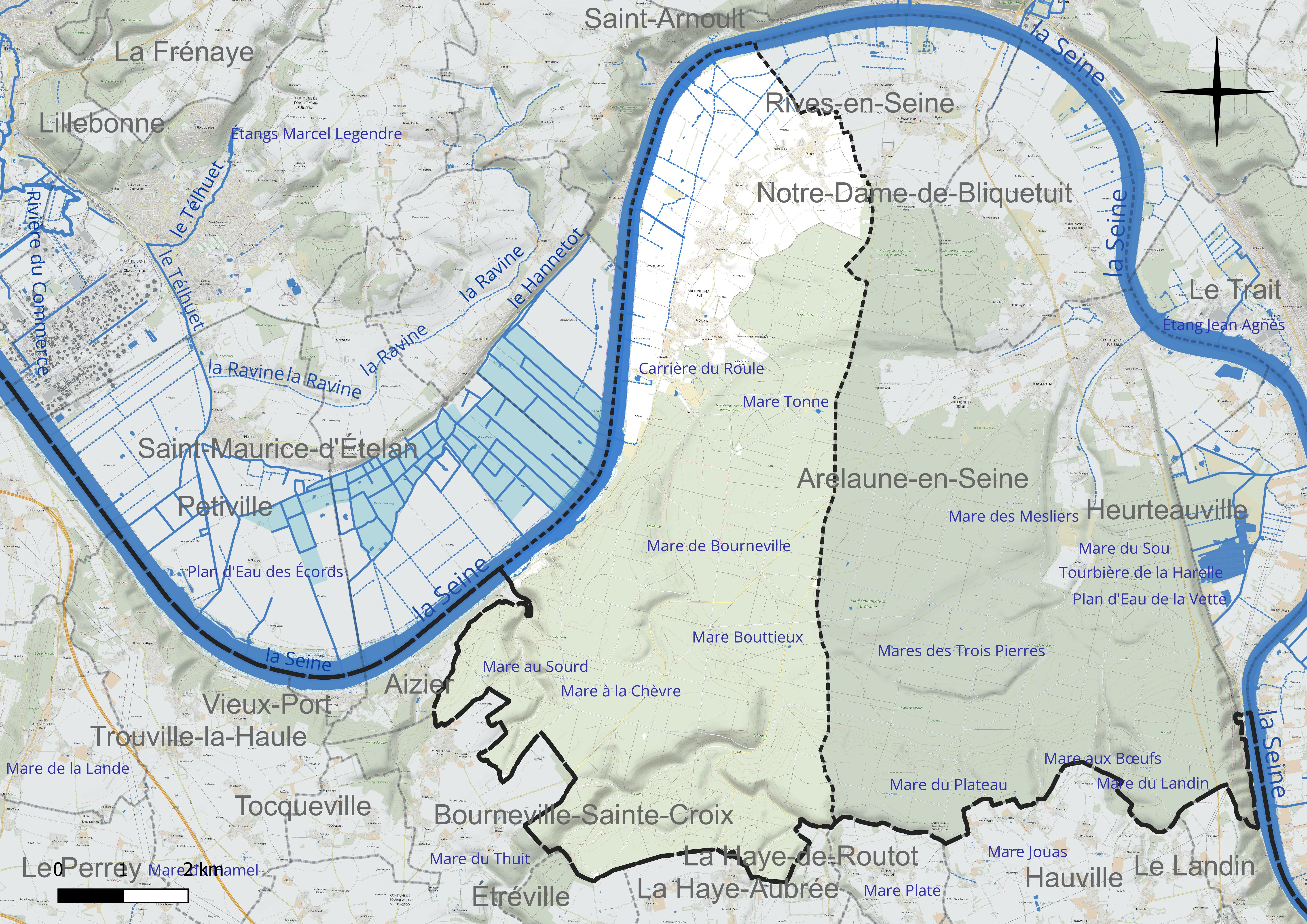
Réseau hydrographique de Vatteville-la-Rue.

### Climat
Pour des articles plus généraux, voir Climat de la Normandie et Climat de la Seine-Maritime.
En 2010, le climat de la commune est de type climat océanique altéré, selon une étude du CNRS s'appuyant sur une série de données couvrant la période 1971-2000. En 2020, Météo-France publie une typologie des climats de la France métropolitaine dans laquelle la commune est exposée à un climat océanique et est dans la région climatique Côtes de la Manche orientale, caractérisée par un faible ensoleillement (1 550 h/an) ; forte humidité de l’air (plus de 20 h/jour avec humidité relative > 80 % en hiver), vents forts fréquents. Parallèlement le GIEC normand, un groupe régional d’experts sur le climat, différencie quant à lui, dans une étude de 2020, trois grands types de climats pour la région Normandie, nuancés à une échelle plus fine par les facteurs géographiques locaux. La commune est, selon ce zonage, exposée à un « climat contrasté des collines », correspondant au Pays d'Auge, Lieuvin et Roumois, moins directement soumis aux flux océaniques et connaissant toutefois des précipitations assez marquées en raison des reliefs collinaires qui favorisent leur formation.
Pour la période 1971-2000, la température annuelle moyenne est de 10,8 °C, avec une amplitude thermique annuelle de 13,1 °C. Le cumul annuel moyen de précipitations est de 843 mm, avec 12,5 jours de précipitations en janvier et 8,2 jours en juillet. Pour la période 1991-2020, la température moyenne annuelle observée sur la station météorologique la plus proche, située sur la commune de Petiville à 8 km à vol d'oiseau, est de 12,0 °C et le cumul annuel moyen de précipitations est de 844,9 mm,. Pour l'avenir, les paramètres climatiques de la commune estimés pour 2050 selon différents scénarios d’émission de gaz à effet de serre sont consultables sur un site dédié publié par Météo-France en novembre 2022.

## Urbanisme

### Typologie
Au 1er janvier 2024, Vatteville-la-Rue est catégorisée commune rurale à habitat dispersé, selon la nouvelle grille communale de densité à sept niveaux définie par l'Insee en 2022. Elle est située hors unité urbaine et hors attraction des villes,.

### Occupation des sols

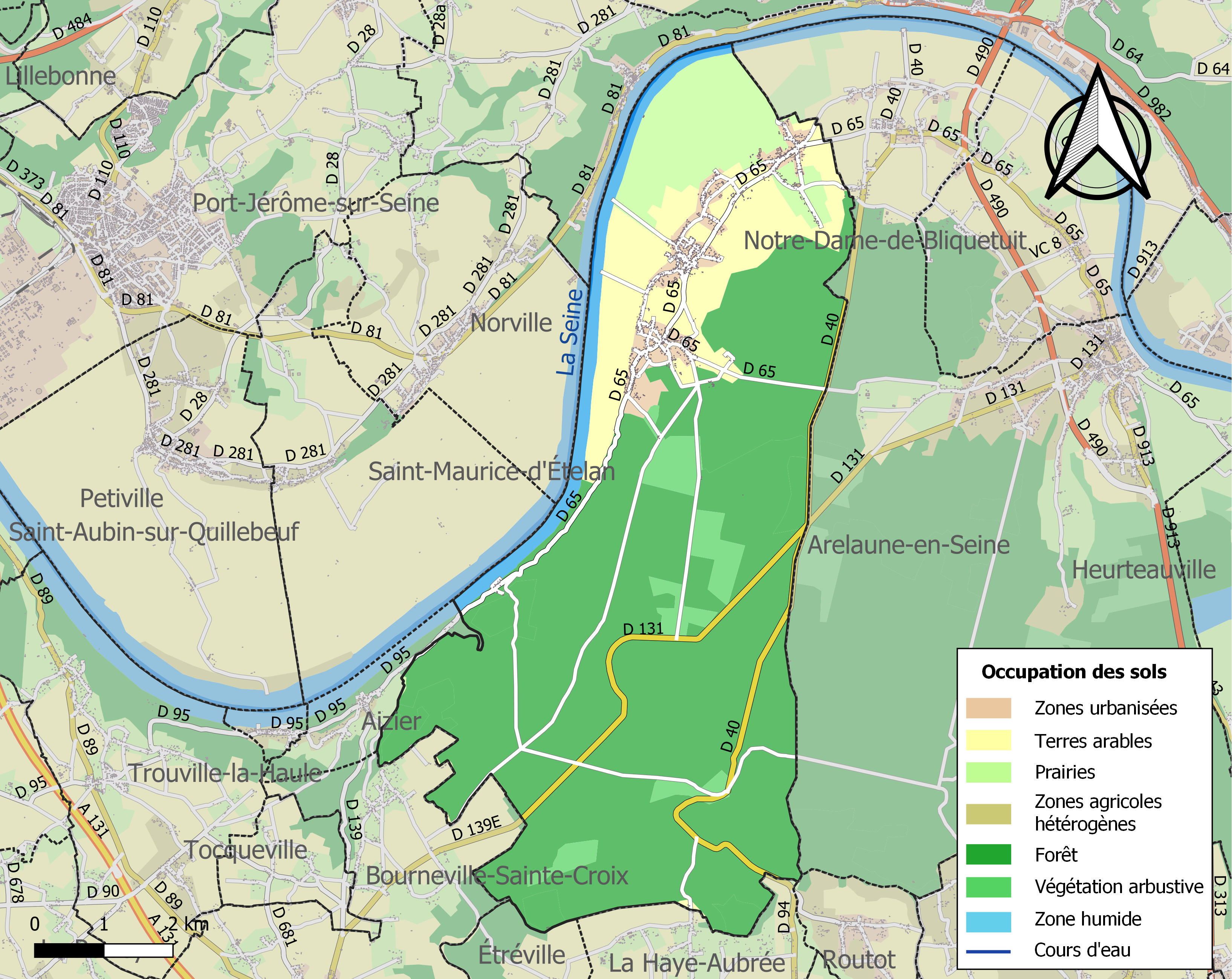
Carte des infrastructures et de l'occupation des sols de la commune en 2018 (CLC).

L'occupation des sols de la commune, telle qu'elle ressort de la base de données européenne d’occupation biophysique des sols Corine Land Cover (CLC), est marquée par l'importance des forêts et milieux semi-naturels (73,2 % en 2018), une proportion sensiblement équivalente à celle de 1990 (73,3 %). La répartition détaillée en 2018 est la suivante : forêts (68,8 %), terres arables (11,7 %), prairies (7,8 %), milieux à végétation arbustive et/ou herbacée (4,4 %), eaux continentales (3,7 %), zones urbanisées (3,6 %). L'évolution de l’occupation des sols de la commune et de ses infrastructures peut être observée sur les différentes représentations cartographiques du territoire : la carte de Cassini (XVIIIe siècle), la carte d'état-major (1820-1866) et les cartes ou photos aériennes de l'IGN pour la période actuelle (1950 à aujourd'hui).

### Habitat et logement
En 2018, le nombre total de logements dans la commune était de 499, alors qu'il était de 480 en 2013 et de 444 en 2008.
Parmi ces logements, 88 % étaient des résidences principales, 6,8 % des résidences secondaires et 5,2 % des logements vacants. Ces logements étaient pour 99,4 % d'entre eux des maisons individuelles et pour 0,4 % des appartements.
Le tableau ci-dessous présente la typologie des logements à Vatteville-la-Rue en 2018 en comparaison avec celle de la Seine-Maritime et de la France entière. Une caractéristique marquante du parc de logements est ainsi une proportion de résidences secondaires et logements occasionnels (6,8 %) supérieure à celle du département (3,9 %) mais inférieure à celle de la France entière (9,7 %). Concernant le statut d'occupation de ces logements, 84,3 % des habitants de la commune sont propriétaires de leur logement (83,2 % en 2013), contre 53 % pour la Seine-Maritime et 57,5 % pour la France entière.
| Typologie                                               | Vatteville-la-Rue | Seine-Maritime | France entière |
| ------------------------------------------------------- | ----------------- | -------------- | -------------- |
| Résidences principales (en %)                           | 88                | 88             | 82,1           |
| Résidences secondaires et logements occasionnels (en %) | 6,8               | 3,9            | 9,7            |
| Logements vacants (en %)                                | 5,2               | 8,1            | 8,2            |

## Toponymie
Le nom de la localité est attesté sous les formes In Watevilla (variante Vatevilla) vers 1025, Ecclesias de Wativille (variante Vatheville, Wateville, Vatheville, Vateville) entre 1032 et 1047, Ecclesiam de Watteuilla en 1142, Capelle de Watevilla en 1198, In parrochia de Wateville en 1281, Vatevilla en 1337, Vateville en 1431, Saint Martin de Vatteville en 1717 (Archives départementales de la Seine-Maritime, G. 2483, 3267, 741), Saint Martin de Vateville près Caudebec en 1460 et en 1464, Vatteville en 1715, Vatteville la Rue en 1757 (carte de Cassini).
Il s'agit d’une formation toponymique médiévale en -ville au sens ancien de « domaine rural », dont le premier élément Vatte- représente vraisemblablement un anthroponyme selon le cas général,,. Il existe plusieurs noms de personnes qui conviennent dont le nom germanique continental Watto,, ou un nom anglo-saxon *Watta. Le second n'est pas attesté ce qui affaiblit cette hypothèse, en revanche il existe un nom de personne norrois Hvati qui convient phonétiquement et qui explique aussi les homonymes Vatteville / Vatteport (Eure, Vexin) et les Vattetot (Seine-Maritime, pays de Caux) situés tous dans une zone de diffusion de la toponymie scandinave, d'ailleurs -tot est issu de l'ancien norrois topt, toft « emplacement d'une ferme, ancien établissement »
L'appellatif vieux norrois Vatn « eau » a aussi été invoqué pour expliquer le premier élément, alors qu'il n'existe aucune trace d'un [n] dans les formes anciennes et que l'emploi d'un appellatif, a fortiori scandinave, est rare dans les noms en -ville.
Le déterminant complémentaire la-rue apparaît au XVIIIe siècle, mais un décret du 29 décembre 1982 donne officiellement à cette commune ce substantif qui lui permet de se déterminer par rapport aux autres communes normandes homonymes ou paronymes.

## Histoire
Il existe, au moins depuis le VIe siècle, un fisc appartenant directement aux rois mérovingiens, et que c'est vraisemblablement à Vatteville, où dans les abords immédiats, que se situe le palais d'Arelaune, résidence fameuse des rois mérovingiens, dont la première mention se rencontre dans le récits de Grégoire de Tours lors d'évènements survenus en 537. En 650, Clovis II est au palais et, en 713, Pépin d'Héristal évoque la présence du roi Dagobert III, âgé de 14 ans dans la maison de plaisance d'Arelaune. C'est dans ce palais que sont signées de nombreuses chartes, notamment des donations en faveur de l'abbaye de Fontenelle.
Dans une charte datée de 1025, Richard II de Normandie confirme des donations, dont celle d'Hugues, évêque de Bayeux, de 10 acres de près à Vatteville, ce qui laisse supposer que l'ancien fisc mérovingien se serait trouvé dans le patrimoine des ducs de Normandie.
Entre 1032 et 1047, Guillaume d'Arques comte de Talou, fils de Richard II et de Papie, qui est en possession des biens, restitue à l'abbaye de Saint-Wandrille, à la prière de Groult, son abbé, l'île de Belcinac où saint Condède a mené sa vie érémitique et donne les églises de Vatteville et de Brotonne ainsi que la dîme des cerfs, sangliers et toutes autres bêtes chassées dans les forêts éponymes. Après la confiscation par le duc de Normandie, des terres du comte de Talou, à la suite de sa révolte contre son autorité, en 1082, Guillaume le Conquérant, confirme à l'abbaye de Saint-Wandrille les donations de ses prédécesseurs, notamment l'île de Belcinac, les églises de Vatteville et de Brotonne et les dîmes sur le gibier de la forêt de Brotonne, concessions qui seront renouvelées et étendues cinq ans plus tard.
Quant à la confirmation de 1086, signée apud Vattevillam, qui reprend celle du duc Guillaume, elle émane de Roger de Beaumont (v. 1015-1094), comte de Meulan, et de ses fils Robert et Henri.
Avant que le Havre ne devienne un grand port maritime, c'est à Vatteville que résident de nombreux armateurs où il y a au moins un quai — sinon un port — et où s'ancrent de gros navires comme le montre le tabellionnage de Rouen.

## Politique et administration

### Rattachements administratifs et électoraux

#### Rattachements administratifs
La commune se trouve depuis 1926 dans l'arrondissement de Rouen du département de la Seine-Maritime.
Elle faisait partie depuis 1793 du canton de Caudebec-en-Caux. Dans le cadre du redécoupage cantonal de 2014 en France, cette circonscription administrative territoriale a disparu, et le canton n'est plus qu'une circonscription électorale.

#### Rattachements électoraux
Pour les élections départementales, la commune fait partie depuis 2014 du canton de Port-Jérôme-sur-Seine
Pour l'élection des députés, elle fait partie de la cinquième circonscription de la Seine-Maritime.

### Intercommunalité
Vatteville-la-Rue était membre depuis 2001 de la communauté de communes de Caudebec-en-Caux-Brotonne, un établissement public de coopération intercommunale (EPCI) à fiscalité propre créé en 1994 et auquel la commune avait transféré un certain nombre de ses compétences, dans les conditions déterminées par le code général des collectivités territoriales.
Cette intercommunalité a fusionné avec ses voisines pour former, le 1er janvier 2007, Caux vallée de Seine, une communauté de communes transformée en 2016 en communauté d'agglomération sous le nom de Caux Seine Agglo, et dont est désormais membre la commune.

### Liste des maires
| Période                                  | Période  | Identité                  | Étiquette | Qualité |
| ---------------------------------------- | -------- | ------------------------- | --------- | --- |
| Les données manquantes sont à compléter. |          |                           |           | |
| 1860                                     |          | M. Hulin[réf. nécessaire] |           | |
| 1895                                     | 1912     | Émile Hulin               |           | |
| Les données manquantes sont à compléter. |          |                           |           | |
| 1988                                     | 2014     | Jean-Claude Ropers,       | PCF       | |
| 2014                                     | En cours | Jacques Charron           | SE        | Responsable de service étude Président de l'UR des collectivités forestière de Normandie Président du PNR des Boucles de la Seine normande (2020 → ) Réélu pour le mandat 2020-2026, |

## Population et société

### Démographie

#### Évolution démographique
L'évolution du nombre d'habitants est connue à travers les recensements de la population effectués dans la commune depuis 1793. Pour les communes de moins de 10 000 habitants, une enquête de recensement portant sur toute la population est réalisée tous les cinq ans, les populations de référence des années intermédiaires étant quant à elles estimées par interpolation ou extrapolation. Pour la commune, le premier recensement exhaustif entrant dans le cadre du nouveau dispositif a été réalisé en 2007.

En 2022, la commune comptait 1 118 habitants, en évolution de −1,67 % par rapport à 2016 (Seine-Maritime : +0,35 %, France hors Mayotte : +2,11 %).
| 1793  | 1800  | 1806  | 1821  | 1831  | 1836  | 1841  | 1846  | 1851  |
| ----- | ----- | ----- | ----- | ----- | ----- | ----- | ----- | ----- |
| 1 165 | 1 260 | 1 314 | 1 263 | 1 226 | 1 164 | 1 258 | 1 182 | 1 113 |

| 1856  | 1861  | 1866  | 1872 | 1876 | 1881 | 1886 | 1891 | 1896 |
| ----- | ----- | ----- | ---- | ---- | ---- | ---- | ---- | ---- |
| 1 065 | 1 041 | 1 031 | 994  | 911  | 902  | 913  | 908  | 855  |

| 1901 | 1906 | 1911 | 1921 | 1926 | 1931 | 1936 | 1946 | 1954 |
| ---- | ---- | ---- | ---- | ---- | ---- | ---- | ---- | ---- |
| 842  | 832  | 732  | 659  | 616  | 619  | 625  | 767  | 735  |

| 1962 | 1968 | 1975 | 1982 | 1990 | 1999 | 2006  | 2007  | 2012  |
| ---- | ---- | ---- | ---- | ---- | ---- | ----- | ----- | ----- |
| 744  | 694  | 636  | 746  | 897  | 890  | 1 016 | 1 034 | 1 107 |

| 2017  | 2022  | - | - | - | - | - | - | - |
| ----- | ----- | - | - | - | - | - | - | - |
| 1 140 | 1 118 | - | - | - | - | - | - | - |

#### Pyramide des âges
En 2018, le taux de personnes d'un âge inférieur à 30 ans s'élève à 35,4 %, soit en dessous de la moyenne départementale (36,5 %). De même, le taux de personnes d'âge supérieur à 60 ans est de 22,2 % la même année, alors qu'il est de 26,0 % au niveau départemental.
En 2018, la commune comptait 575 hommes pour 561 femmes, soit un taux de 50,62 % d'hommes, largement supérieur au taux départemental (48,10 %).
Les pyramides des âges de la commune et du département s'établissent comme suit.
| Hommes | Classe d’âge | Femmes |
| ------ | ------------ | ------ |
| 0,2    | 90 ou +      | 0,7    |
| 4,5    | 75-89 ans    | 5,5    |
| 16,5   | 60-74 ans    | 16,9   |
| 22,4   | 45-59 ans    | 20,3   |
| 19,7   | 30-44 ans    | 22,5   |
| 14,5   | 15-29 ans    | 12,4   |
| 22,1   | 0-14 ans     | 21,6   |

| Hommes | Classe d’âge | Femmes |
| ------ | ------------ | ------ |
| 0,7    | 90 ou +      | 1,8    |
| 6,7    | 75-89 ans    | 9,6    |
| 16,7   | 60-74 ans    | 18     |
| 19,4   | 45-59 ans    | 19     |
| 18,5   | 30-44 ans    | 17,5   |
| 19,2   | 15-29 ans    | 17,4   |
| 18,9   | 0-14 ans     | 16,7   |

## Culture locale et patrimoine

### Lieux et monuments
- Église Saint-Martin[37] des XVe et XVIe siècles, qui comporte une litre funéraire portant les armes de la famille de Nagu. Elle est restaurée en 2019[38].

- La Butte de l’Écuyer, ancienne fortification de terre[39].
- Maison de François-Ier dite Logis du Roy[40].
- Vestiges du château du Quesnay, dit des comtes de Meulan, ou Vieux Château : motte, basse-cour et fossés adjacents.
- Monastère de Belcinac, disparu.

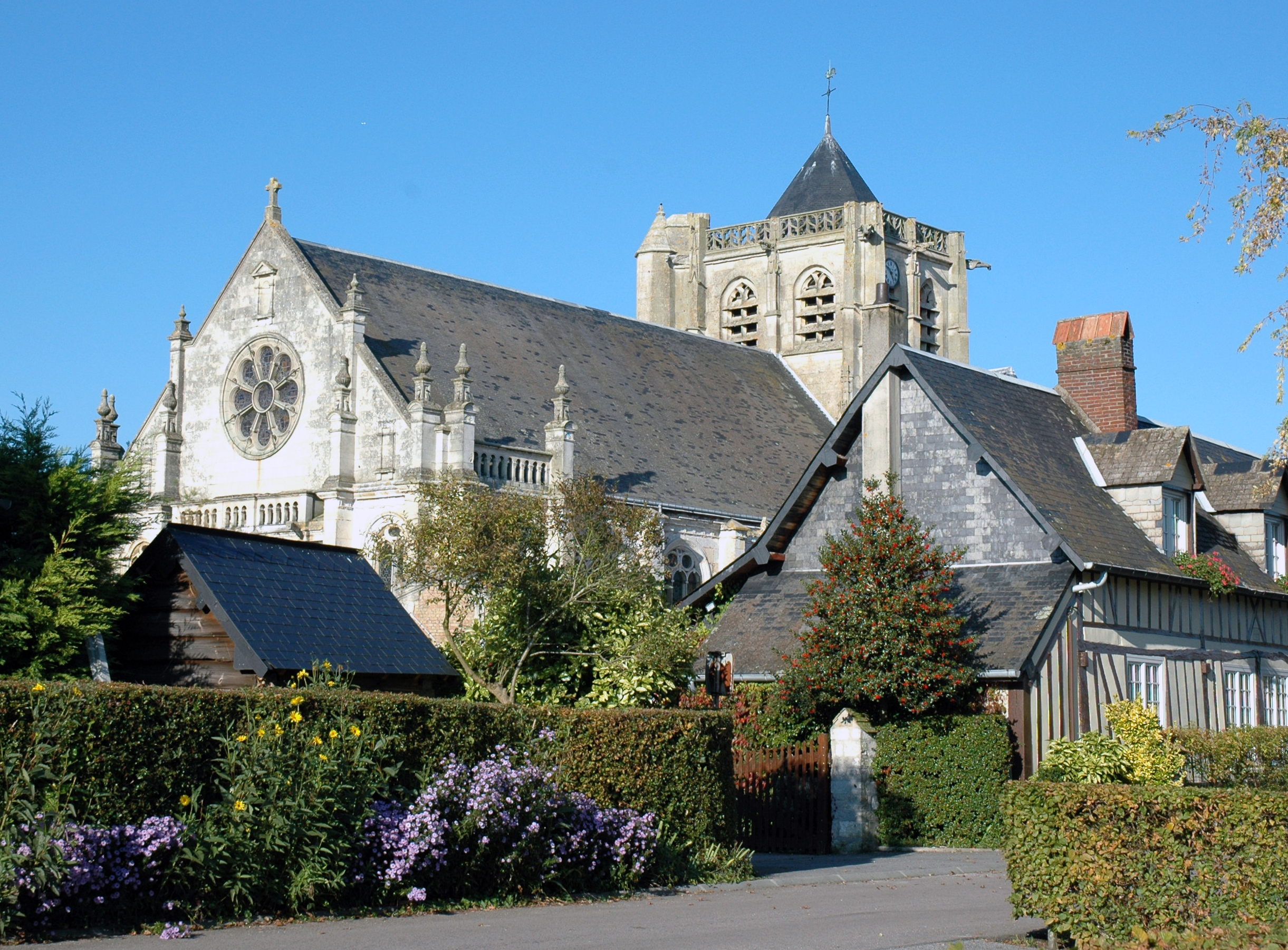
L'église Saint-Martin.
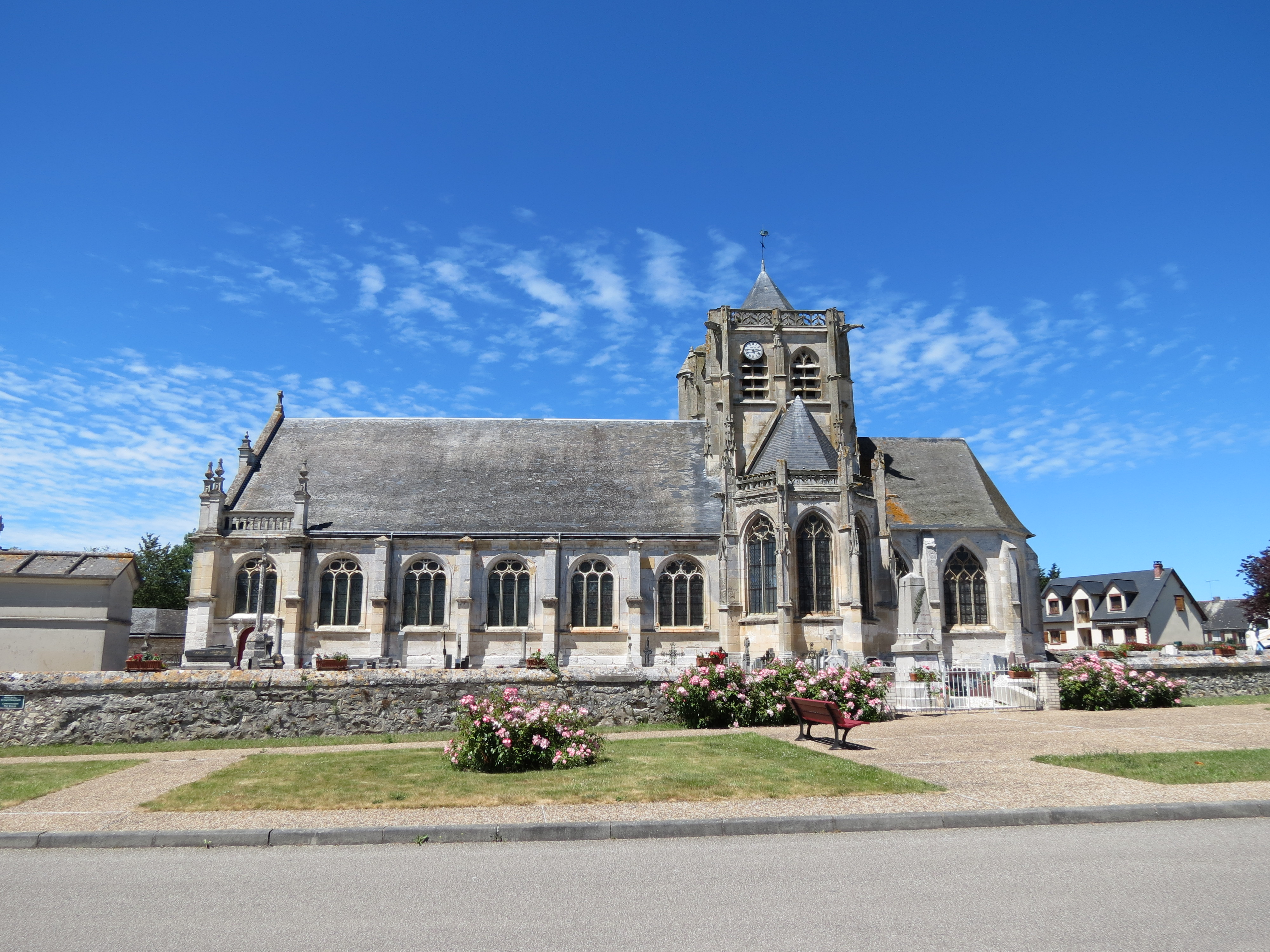
L'église Saint-Martin.
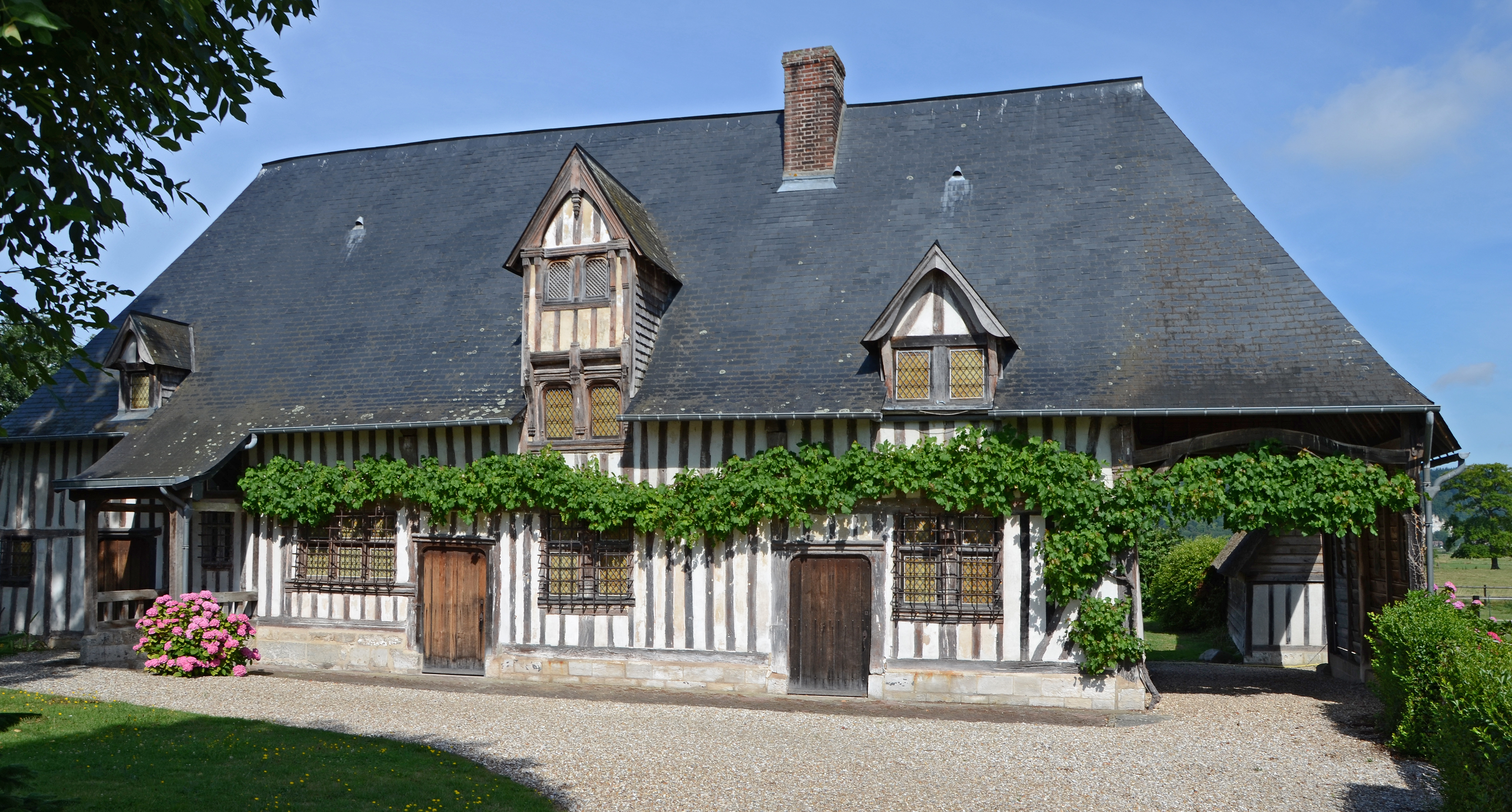
Le logis du Roy.
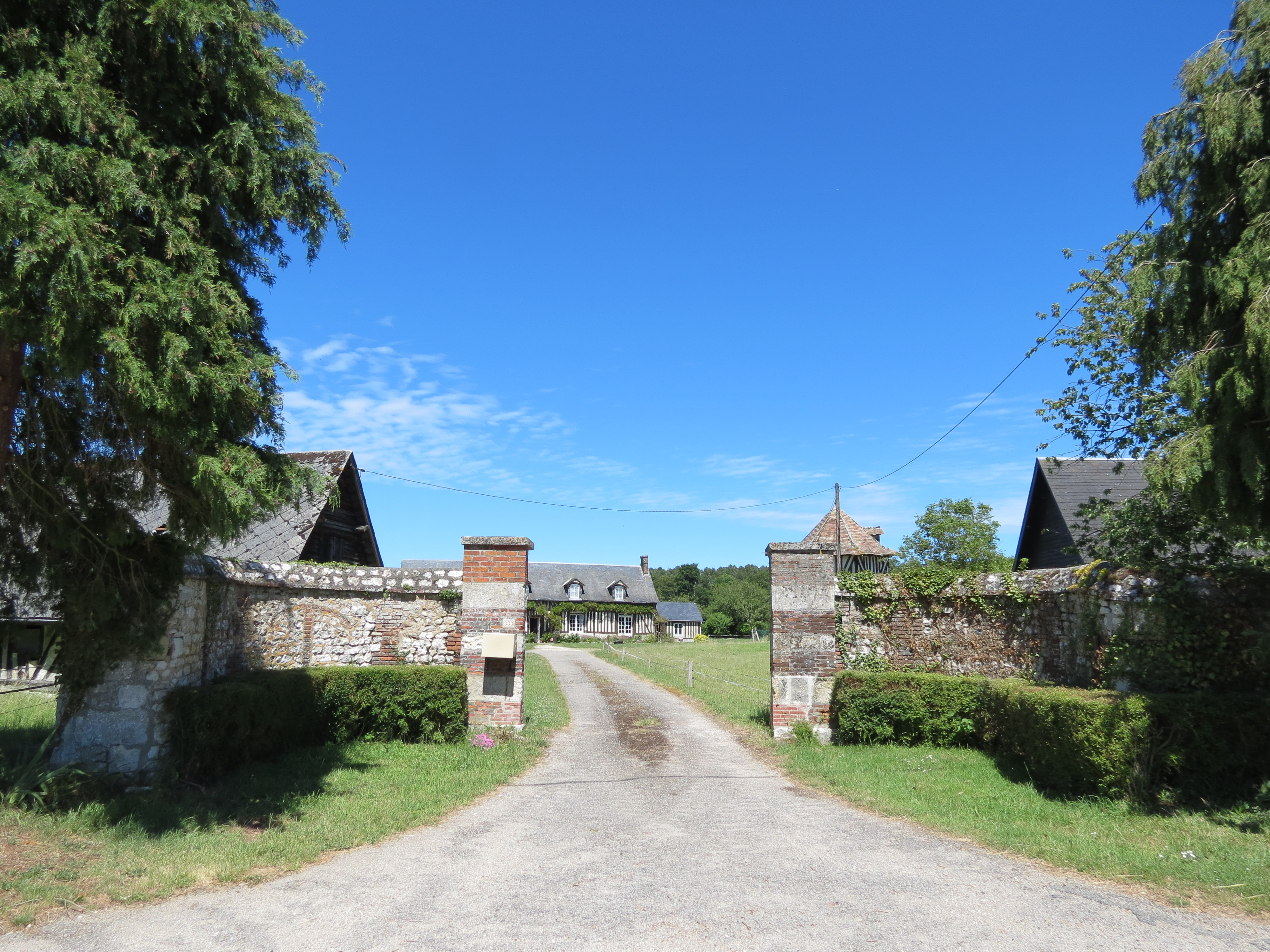
La ferme des Ancres.
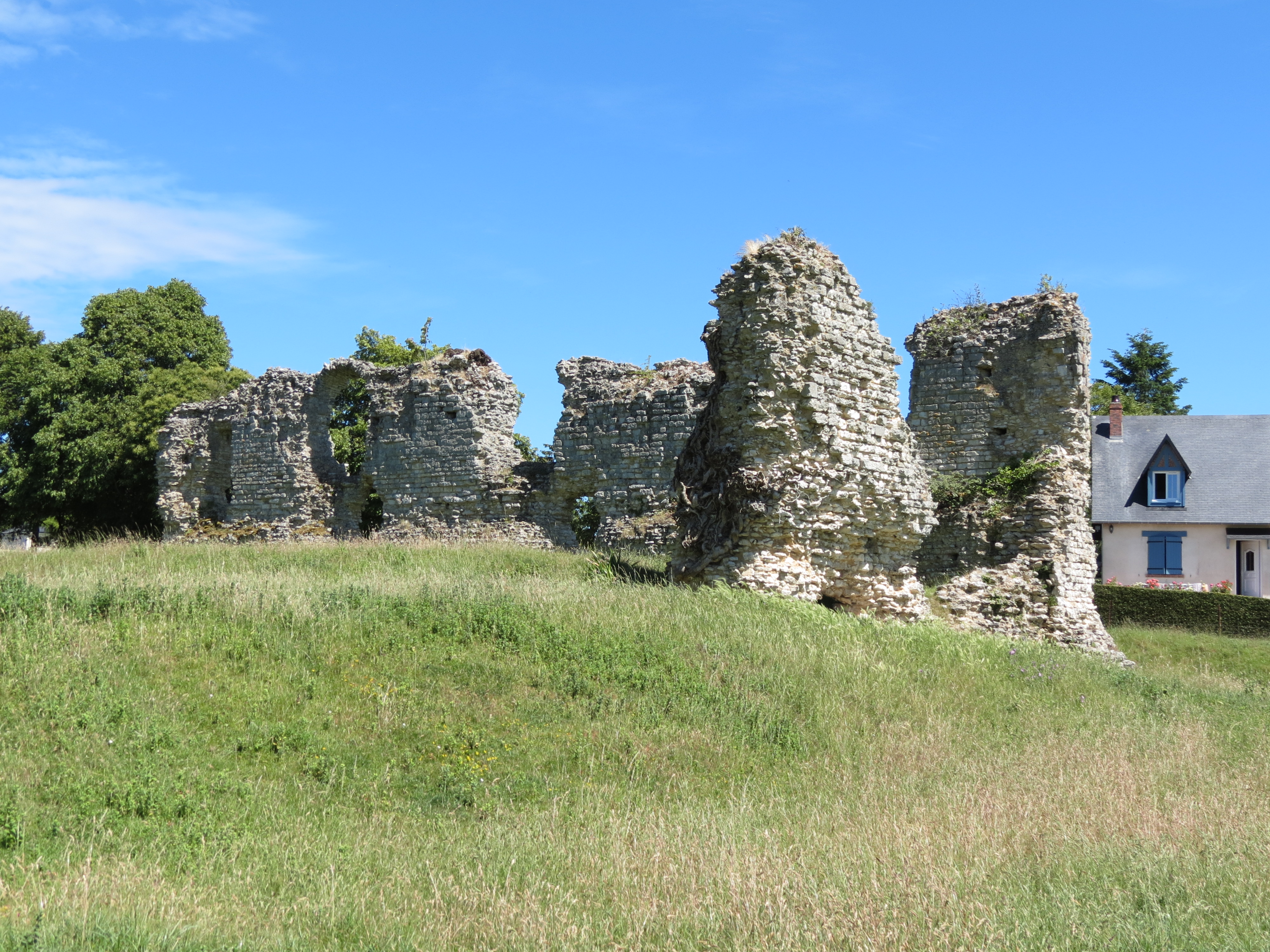
Ruines du Château de Quesney.

### Personnalités liées à la commune
- François Massieu, ingénieur des Mines, physicien né à Vatteville le 4 août 1832, décédé à Paris le 5 février 1896 et inhumé à Vatteville. François Massieu est le créateur de la notion de potentiel thermodynamique, fondamentale pour la thermodynamique chimique.
- Alain Etchegoyen, philosophe, y a été inhumé le samedi 14 avril 2007.
- Pierre Poulingue (1933-2017), coureur cycliste professionnel né à Vatteville, ayant terminé 48e du Tour de France 1957.

### Héraldique
| Blason de Vatteville-la-Rue | Blason  | De gueules au trois-mâts d'or ; au chef d'argent chargé d'une salamandre de sable accostée d'une feuille de hêtre à dextre et d'une feuille de chêne à senestre, toutes deux versées et du même. |
| Blason de Vatteville-la-Rue | Détails | Le statut officiel du blason reste à déterminer. |

## Pour approfondir